# Pierre Ville
Pierre Ville (Pierre-Alphonse Ville), né le 20 septembre 1839 à Saint-Pierre-le-Moûtier (Nièvre) et mort le 8 mai 1918 à Moulins (Allier), est un homme politique français.

## Biographie
Négociant de mercerie en gros à Moulins, il est conseiller municipal en 1871 et maire de Moulins de 1884 à 1892. Il est nommé officier d'académie en 1887.
Après avoir été battu dans le canton de Moulins-Ouest lors des élections au conseil général de 1886, Pierre Ville est élu député de l'Allier en 1889. Il est républicain-radical. Il est réélu en 1893, 1898 et 1902.
Élu sénateur de l'Allier, il démissionne de l'assemblée nationale. De 1903 à 1918, il siège au groupe de la Gauche démocratique. il soutient des réformes fiscales, administratives et juridiques :  suppression des octrois et des taxes de consommation sur les objets de première nécessité, suppression de l'inamovibilité des juges, diminution des frais de justice.
Il démissionne de son mandat de sénateur le 15 mars 1918 et meurt quelques semaines apr̠ès.